# Guide du routard
Cet article possède un paronyme, voir Guide du moutard.
Pour les articles homonymes, voir GDR.

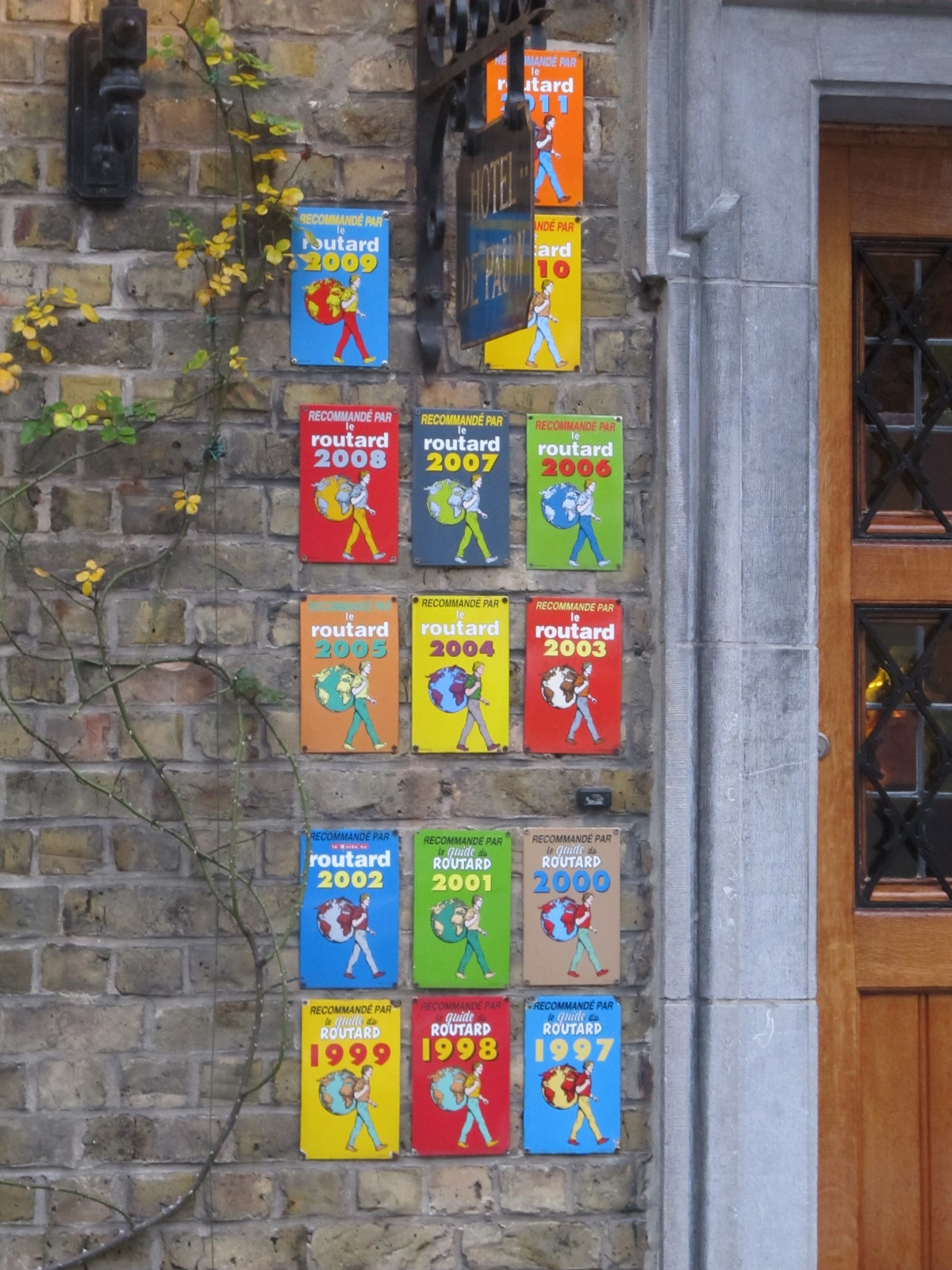
Plaques de recommandation du Routard sur la devanture d'un établissement.

Le Guide du routard, parfois surnommé le GDR, est une collection française de guides touristiques fondée en avril 1973 par Michel Duval et Philippe Gloaguen, dans le sillage des back packers' guides américains. Ces guides, au nombre de 135 en 2012, sont édités depuis 1975 chez Hachette Tourisme Livre. En 40 ans (de 1972 à 2012), environ 40 millions d'exemplaires ont été vendus.

## Origines

### Un projet porté par Philippe Gloaguen

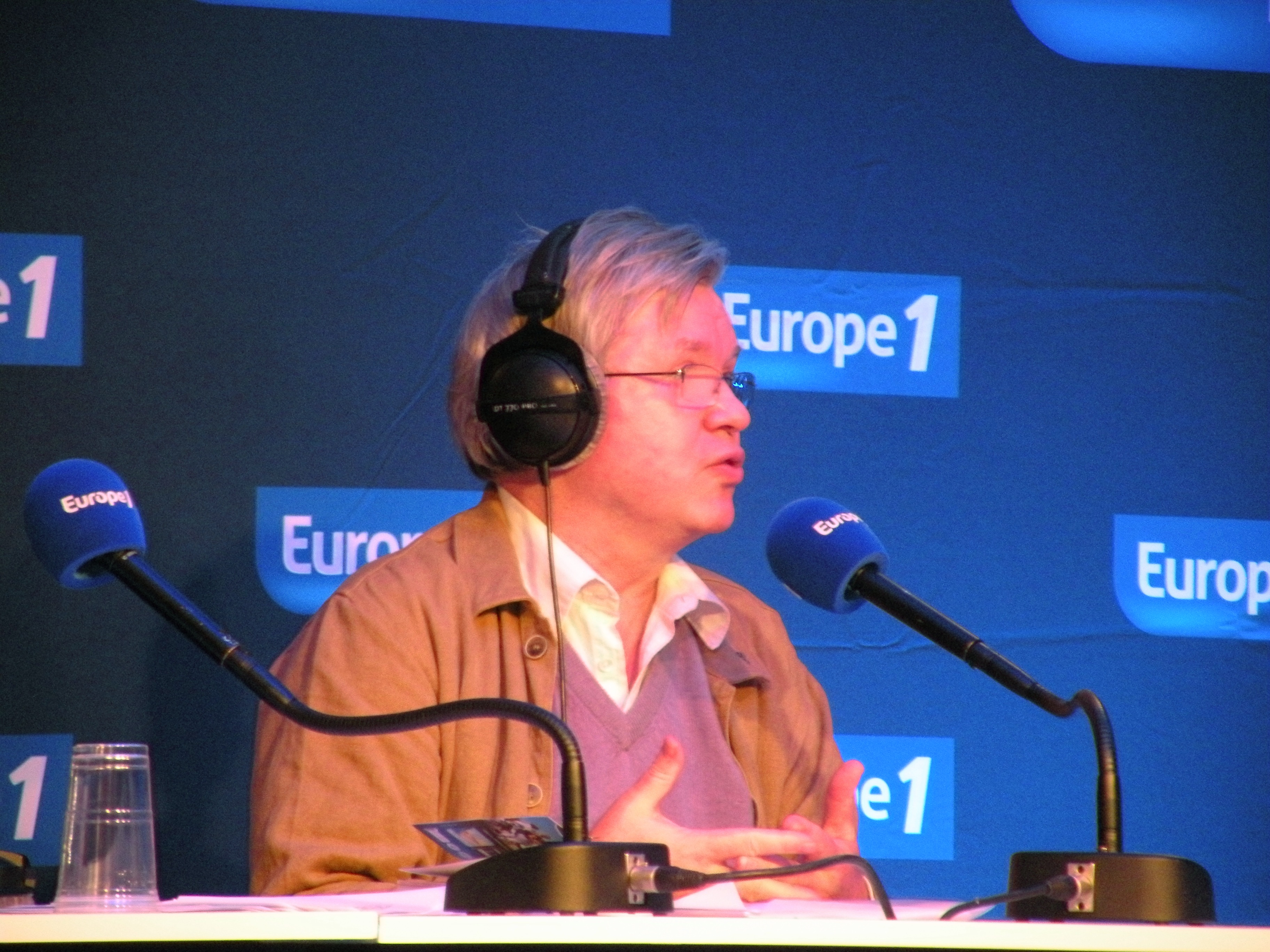
Philippe Gloaguen sur le plateau d'Europe 1 à Rennes, le 27 janvier 2011.

En 1971, Philippe Gloaguen et Michel Duval partent pour un long voyage dans le monde au cours duquel ils prennent beaucoup de notes. De retour à Paris, Jean-François Bizot, alors directeur du mensuel Actuel, suggère à Philippe Gloaguen de publier un guide de voyage à partir de ses notes. C'est ainsi qu'il le propose à 19 maisons d'éditions. Seules les éditions Gedalge décident de publier ce guide destiné aux voyageurs à budget serré. Il sort en avril 1973 cosigné par Michel Duval et Philippe Gloaguen. Mais Antonin Wast le patron de cette petite maison d'édition, fondée pourtant un siècle plus tôt, meurt écrasé par un bus en décembre 1973, ce qui met en péril le projet de guide.
Philippe Gloaguen croise alors le chemin de Gérald Gassiot-Talabot, qui dirige le pôle tourisme et notamment les Guides bleus chez Hachette Livre. À l'issue de leur rencontre, Hachette va investir dans le Guide du routard, qui reparaît en 1975 avec quatre volumes.

### Influences américaines
À sa création, le Guide du routard s'inscrit dans le sillage des « back packers' guides » américains et du célèbre Hitch-hiker's Guide to Europe (en) publié en 1971. La première collection de guides pratiques pour voyageurs désargentés est née, en 1959, aux États-Unis sur l'initiative d'Arthur Frommer. Elle inspire ensuite des étudiants d'Harvard qui fondent les guides "Let's Go" en 1960. Le Guide du routard est une déclinaison française de ce concept.

### Le marcheur, symbole du Routard
La couverture des guides est ornée d'un marcheur dont le sac à dos est un globe terrestre ; c'est le logo de la collection. L'illustration est créée par le dessinateur Solé pour les éditions de 1975. Le personnage du marcheur a beaucoup évolué depuis, pour mieux coller à son temps. À l'origine baba-cool, le marcheur a progressivement laissé tomber son look seventies. Il a ainsi abandonné son pantalon à pattes d’éléphant et ses pataugas, ses cheveux ont raccourci et il s'est mis à porter une montre au poignet. Avec les éditions 2000 des guides, la moustache emblématique du personnage a même définitivement disparu. Par ailleurs, alors qu'à l'origine le marcheur figurait en pleine page de couverture, sa taille a considérablement rapetissé de manière à laisser de la place dès 2001 à des photos illustrant le pays dont traite le guide. Ce personnage symbole de la marque est notamment parodié en 2007 sur la couverture de la BD de Jul le Guide du moutard — Pour survivre à 9 mois de grossesse.

## De 1980 à nos jours

### Tournant des années 1980
Le pari de Hachette s'avère réussi en 1980 : la collection, qui compte dix titres, se vend à 100 000 exemplaires. Après l'étranger, le Guide du routard se lance dans la découverte de la France. Le succès des éditions « Week-ends autour de Paris » et « Bretagne » entraîne la naissance de titres consacrés aux régions françaises.
Parallèlement, l'équipe s'étoffe et s'installe dans le quartier de la Butte-aux-Cailles, à Paris. Michel Duval, cofondateur du Guide, s'est éloigné. Pierre Josse, ancien correcteur aux Guides Bleus, vient seconder Philippe Gloaguen, pour qui il a commencé à écrire en 1979. En 2010, Pierre Josse est toujours le rédacteur en chef de la collection chez Hachette Livre.

### Extension de la marque hors de l'édition
Dans les années 1990 apparaissent les produits dérivés de la marque. Le Guide du Routard se lance en 1999 dans la fiction avec une collection de livres intitulé « Le Polar du Routard ». Ceux-ci mettent en scène Edmond Benakem, breton d'origine tunisienne et... collaborateur pour le Guide du routard. Des compilations musicales nommées « disque du routard » sont également mises en vente. La marque figure aussi bien sur un couteau Laguiole que sur la série limitée de la Renault Kangoo en 2004.
En 2003 sont organisés les trophées du Routard, qui permettent à des jeunes de partir effectuer des projets humanitaires dans des pays en voie de développement grâce aux bourses et aux billets d'avion offerts par le Routard. Ces trophées sont intégrés depuis 2007 aux trophées du tourisme responsables, organisés par Voyages-sncf.com, qui récompensent des initiatives dans huit catégories.
Côté édition, le Guide du Routard se diversifie en 2005 avec une collection de guides de conversation pratique (allemand, anglais, espagnol, italien...).
La collection comptait en 2007 plus de 140 titres.
Fin 2003, le Guide du routard déclarait publier quatre éditions en langue étrangère : anglaise, italienne, espagnole et néerlandaise.
En 2010, le Guide du routard sort des applications sur iPhone et iPad, qui reprennent des informations de plusieurs guides papier en format numérique. Ces guides sont disponibles pour une dizaine de villes.
De septembre à décembre 2010 sont diffusés sur France 2 des courts métrages mettant en scène des anecdotes issues des guides du routard en vidéo. Ces films intitulés « En quête d'ailleurs » sont sponsorisés par la carte Visa Premier.

## Fabrication des guides
- Pour remettre à jour ses guides, le Routard déclare organiser plus de 200 voyages par an [réf. nécessaire]. Le service communication du Routard assure que seuls 4 à 5 guides sont réédités tous les 2 ans.
- Selon Philippe Gloaguen, on compte environ 100 000 adresses répertoriées dans l’ensemble de ses guides.[réf. nécessaire]
- Il faut un an environ, selon Philippe Gloaguen, pour rédiger un guide. Deux à trois mois selon certains enquêteurs anonymes[11].
- Ce sont 4 à 5 enquêteurs qui voyagent sur le terrain pendant plusieurs semaines, selon le service communication du Routard. Plus souvent deux enquêteurs seulement[12]. Les enquêteurs disposent tous de contrats d'auteur conformément à la législation des œuvres collectives[13].

Après la fabrication des guides, lorsqu'ils sont recommandés par le Guide du routard, les établissements hôteliers et de restauration peuvent acheter une plaque et un autocollant « Recommandé par le routard » auprès de la société CLAD Conseil, fondée fin 1986 et actuellement dirigée par Bénédicte Gloaguen.

## Controverses

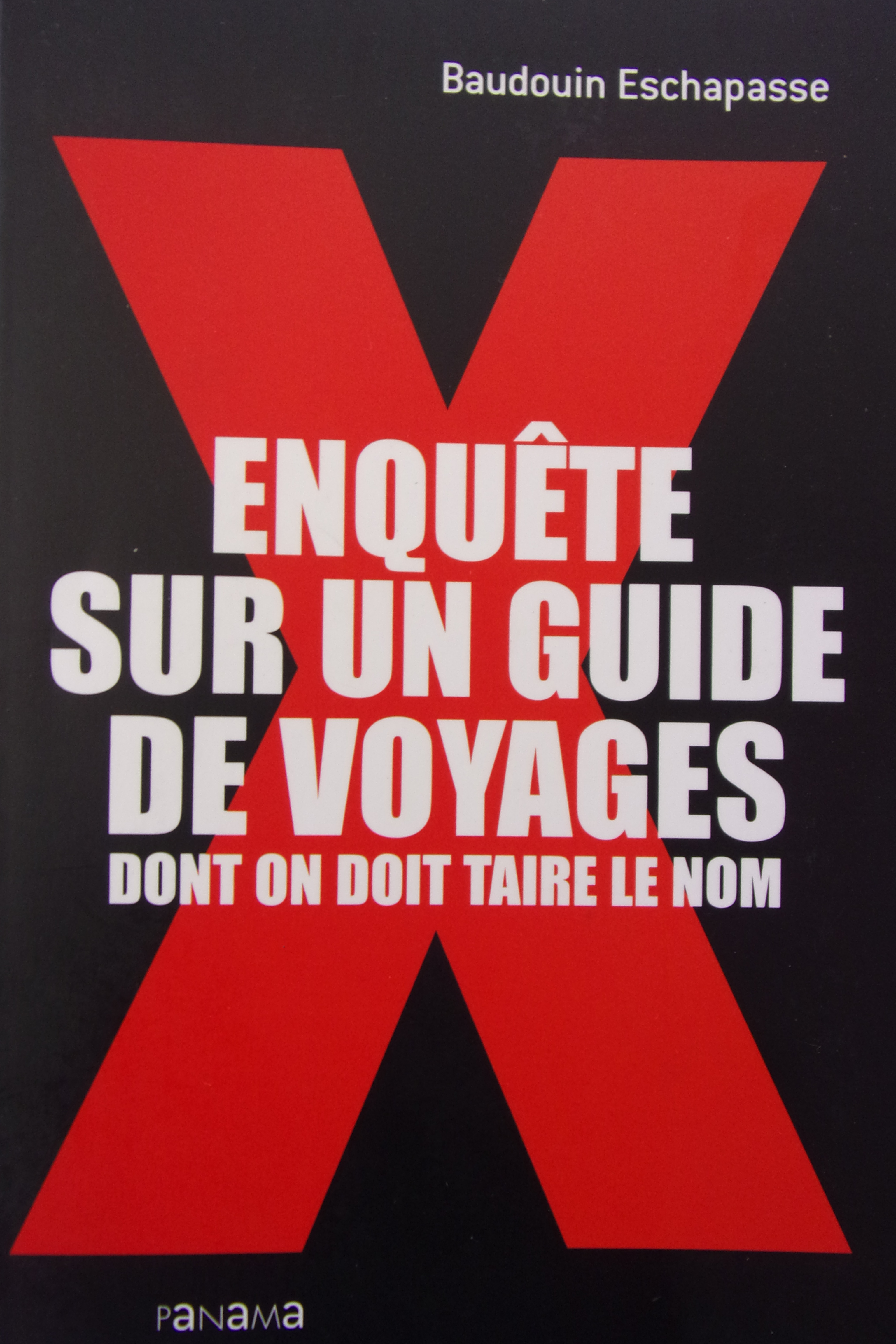
Page de couverture de Enquête sur un guide de voyages dont on doit taire le nom, de Baudouin Eschapasse.

Un livre-enquête, écrit par Baudouin Eschapasse et publié en mars 2006 (Enquête sur un Guide de voyages dont on doit taire le nom) raconte les coulisses de cette institution touristique. L'auteur y dévoile un certain nombre d'éléments méconnus, notamment la présence de notices vantant des établissements (restaurants, hôtels, agence de voyages) où Philippe Gloaguen ou ses collaborateurs auraient des intérêts,.
Le même mois sortent les mémoires de Philippe Gloaguen, Une vie de routard, qui raconte l'histoire du guide du point de vue de son fondateur.
Dans un documentaire diffusé sur France 5 le 13 mars 2011, une agence de voyages cambodgienne relève deux inexactitudes avérées dans le Guide du Routard, montrant que certains points n'ont pas été mis à jour depuis plusieurs années. Philippe Gloaguen lui annonce dès le lendemain son exclusion immédiate du guide.
En 2004, Jean-Paul Labourdette, patron du guide concurrent français le Petit Futé, déplore que ses guides soient moins bien distribués que les Guides du routard dans les points de vente Relay, propriété du groupe Lagardère, comme l'est Hachette, éditeur du Routard.

## Internet
En 1996[réf. nécessaire], le Guide du Routard se lance sur le Web. Mais la création du site actuel routard.com, créé en association avec le groupe Lagardère, date de juin 2001. En juin 2009, ce site totalisait une audience de 2 millions de visiteurs en France, plus de 38 millions de pages vues et 4,5 millions de visites au total.

## Cinéma
Un film est prévu au cinéma pour avril 2025, avec les scénaristes des «Tuche», d’anciennes plumes des «Guignols de l’info» et du dernier «Astérix».